# Álvaro Fernández de Miranda
Álvaro Fernández de Miranda del Llano Ponte y Vives (Oviedo 1855 - Oviedo 1924) fue un escritor, político asturiano y por su matrimonio Vizconde de Campo Grande.
Nace en Oviedo, hijo del general Pablo Fernández de Miranda y Llano Ponte y doña Raimunda Vives y Amat.
Estudia bachillerato en Barcelona y una vez acabado se traslada a Oviedo para estudiar Derecho en cuya universidad se licencia. En esta época empieza a colaborar con diferentes periódicos de ámbito regional como La Voz de Asturias, Revista de Asturias o Ecos del Nalón bajo el seudónimo de «Lávaro».
Se inicia en la política dejando atrás la literatura y así fue elegido diputado provincial por Avilés-Pravia (1891-1894).
En 1916 funda la Liga Regionalista Astur, un partido político de carácter regionalista.

## Obra
Si bien su nacimiento es en Oviedo, Fernández Miranda, vivió gran parte de su vida en Grado debido a las posesiones de la familia en el concejo asturiano. Así, de esta forma, de dedica gran parte de su trabajo como historiador al concejo y así en el año 1907 ve la luz su libro «Historia de Grado y su concejo».
Su obra está compuesta por:
- Historia de Grado y su concejo (Madrid 1907)
- La Junta General de Principado de Asturias: Bosquejo histórico (Oviedo, 1916).
- Guerras astúrico-cantábricas, en la «Revista de Asturias». (Oviedo 1879)
- El Vizconde de Campo Grande (Oviedo 1924).
- Epígrafe de Grado en la obra Asturias de Octavio Bellmunt y Fermín Canella.
- Doctrina asturianista En colaboración con Ceferino Alonso Fernández y José González.

## Distinciones
- Obtuvo la gran Cruz del Mérito Militar.Perteneció a la Real Academia de la Historia.

- Datos: Q6172791